# Bucculatrix improvisa
Espèce
Bucculatrix improvisa est un insecte lépidoptère (microlépidoptère) de la famille des Bucculatricidae.
Il a été trouvé en Amérique du Nord, dans l'Ohio.

## Description
Son envergure va de 7 à 7,5 mm. Les ailes antérieures sont brun-doré ou ocre, avec des bords brun foncé. Les ailes postérieures sont très sombres. Les adultes sont volants en juillet, avec deux générations par an.
La larve, dite « mineuse », se nourrit de Tilia americana, Tilia neglecta et Tilia heterophylla.
Elle creuse des galeries dans sa plante hôte. Ces galeries, en forme de fil, sont d'abord situées le long des nervures puis divergent brusquement. Les chenilles les plus âgées se nourrissent sur la feuille qu'elles dévorent par morceaux. Adultes, elles deviennent rouge verdâtre. Au stade de pupe, elles s'installent dans un cocon jaunâtre, collé au-dessous des feuilles. L'espèce hiverne au stade pupaire.